# 陰陽路之升棺發財
《陰陽路之升棺發財》是一部1998年香港恐怖鬼片，《陰陽路系列》第三部電影，由邱禮濤執導，古天樂、袁潔瑩、谷德昭、潘冰嫦、雷宇揚、劉玉翠和丁子峻主演。

## 劇情簡介
故事圍繞殯儀館員工身邊的故事，分成三個相連段落。
 第一個段落: 資生堂知道最喜歡的歌手陳美麗在一場車禍中喪生時悲痛欲絕，為令面目全非的偶像恢復其美貌，資生堂決定偽裝成她並與其一同入棺。
第二個段落: 貪婪的殯儀業者誘騙張小姐為其母親超渡，但收取不合理價錢，張小姐母親的鬼魂很不高興，所以纏著他們報復。
 最後個段落有關殯儀業者阿紅，她因工作關係而被男友Daviv嫌棄而取消婚約，自覺無地自容而自殺。死後鬼魂一直跟隨著Daviv，最後Daviv逃離阿紅鬼魂後被搶劫犯刀刺後死亡。。

## 角色介紹
殯儀館相關角色
| 演員   | 角色    | 角色介紹                |
| ------ | ------- | ----------------------- |
| 古天樂 | 鄭 力   | 殯儀館營業主任          |
| 袁潔瑩 | 阿 紅   | 遺體化妝師              |
| 丁子峻 | 資生堂  | 遺體化妝師              |
| 劉玉翠 | 阿 Ann  | 見習遺體化妝師          |
| 雷宇揚 | 陳大昌  | 口水昌、喃嘸昌 喃嘸師傅 |
| 吳志雄 | 腎 虧   | 雜工                    |
| 張錦程 | 百 搭   | 雜工                    |
| 錢嘉樂 | 阿 Rock | 嗩吶樂師                |

單元角色:
| 演員       | 角色       | 簡介 |
| 第一段故事 |            | |
| 丁子峻     | 資生堂     | 陳美麗之瘋狂歌迷 主動要求為陳美麗遺體化妝但自覺不完美，但终化妝成陳美麗樣貌與其一起葬                                                                    |
| 歐芷婷     | 陳美麗     | 著名偶像歌手，在車禍中去世，面目全非 |
| 彭子晴     | 陳美麗之姊 | |
| 彭美嫦     | 陳美麗之母 | |
| 第二段故事 |            | |
| 雷宇揚     | 陳大昌     | 口水昌、喃嘸昌 為償還賭債欺騙張小姐 |
| 吳志雄     | 腎 虧      | 為償還賭債欺騙張小姐 |
| 張錦程     | 百 搭      | 為償還賭債欺騙張小姐 |
| 伍詠薇     | 張小姐     | Gigi 被陳大昌、腎虧及百搭欺騙 |
| 成奎安     | 華 哥      | 貴利放債人 |
| 羅 蘭      | 阿 婆      | 鬼魂，張小姐之母 不滿陳大昌、腎虧及百搭欺騙女兒金錢而纏繞他們                                                                                            |
| 第三段故事 |            | |
| 袁潔瑩     | 阿 紅      | 鄭力單戀之對象 Daviv之女朋友，準備與其結婚 婚前被男友Daviv嫌棄職業而取消婚約，自覺羞愧而自殺，死後鬼魂跟隨著Daviv，當知道Daviv沒真心愛她後，後悔為他而死 |
| 謝天華     | Daviv      | 阿紅之男朋友，準備與其結婚，但當知道阿紅之職業後取消婚約 阿紅死後鬼魂一直跟蹤著他，逃離阿紅鬼魂後被搶劫犯刀刺死亡                                        |

其他角色:
| 演員   | 角色       | 角色介紹             |
| ------ | ---------- | -------------------- |
| 谷德昭 | 警 員      |                      |
| 李健仁 | 大頭文     | 另一殯儀館的營業主任 |
| 李力持 | 舅 父      | 黃百萬之小舅         |
| 潘冰嫦 | 黃百萬之妻 |                      |
| 黃紀瑩 | Elaine     | 百搭之女朋友         |
| 許思敏 | 醫院阿嬸   |                      |

## 歌曲
插曲《迷住你，纏住你》
作曲、編曲：麥振鴻，填詞：秋婷
主唱：歐芷婷

## 獎項
| 年份   | 頒獎典禮                  | 獎項     | 名字 | 結果 |
| ------ | ------------------------- | -------- | ---- | ---- |
| 1998年 | 第5屆香港電影評論學會大獎 | 推薦電影 |      | 獲獎 |

## 外部連結
- 香港影庫上《陰陽路之升棺發財》的資料（繁體中文）
- 互联网电影数据库（IMDb）上《陰陽路之升棺發財》的资料（英文）
- 豆瓣电影上《陰陽路之升棺發財》的資料 （简体中文）
- 时光网上《陰陽路之升棺發財》的資料（简体中文）